# Berengar Pfahl
Berengar Pfahl (* 1. Mai 1946 in Mülheim an der Ruhr; † 24. März 2015 in Haan) war ein deutscher Produzent, Regisseur und Drehbuchautor.

## Leben
Pfahl studierte Germanistik, Philosophie und Erziehungswissenschaften an der Heinrich-Heine-Universität in Düsseldorf. Nach einer Hospitanz bei den Städtischen Bühnen Wuppertal und beim WDR begann er 1973 mit sechs Kurzfilmen für Die Sendung mit der Maus seine Film- und Fernsehkarriere. In den folgenden Jahren lag der Schwerpunkt seiner Arbeit auf Filmen, Reihen und Serien für das Fernsehen (unter anderem dem erfolgreichen mehrteiligen Fernsehfilm Britta). Von 1990 bis 1995 realisierte er als Regisseur und Produzent die ARD-Serie Sterne des Südens und wenig später die preisgekrönte Serie Tanja. Mit der Fernsehserie Offroad.TV (2001) bezog er erstmals im deutschen Fernsehen das Internet als Erzählmedium mit ein. Seit 2002 beschäftigte er sich intensiv mit der Volksrepublik China, wo 2005 die Telenovela „Im Zeichen der Liebe“ entstand.
Im Zusammenhang mit der inhaltlichen Auseinandersetzung mit China drehte Pfahl einen Kinofilm nach dem Roman Shanghai Baby der chinesischen Autorin Zhou Weihui, der in China einer Bücherverbrennung zum Opfer fiel, später aber in 31 Sprachen übersetzt wurde und in 45 Ländern erschien.
2012 entstand der Kinofilm Die Männer der Emden, an dem Pfahl als Autor, Regisseur und Produzent mitwirkte.
Augenfällig in Pfahls Produktionen waren unbekannte Schauspieler in ihren Debütrollen, die hernach erfolgreich wurden. Paradebeispiele hierfür sind Ulrike Kriener, Verena Plangger, Mark Keller und Katharina Wackernagel, die er für die Hauptrolle der Fernsehserie Tanja entdeckte.
Berengar Pfahl unterstützte Filmemacher auf Sri Lanka und im Senegal finanziell und durch persönlichen Einsatz und war geschäftsführender Gesellschafter der seit 1974 existierenden Berengar-Pfahl-Film GmbH.
Pfahl bekam 1981 eine ehrende Anerkennung beim Adolf-Grimme-Preis für die Serie Die Seiltänzer (zusammen mit Matthias Seelig, Hans-Jürgen Müller und Bernd Rademacher).

## Filmografie
- 1973
  - sechs Kurzfilme für Die Sendung mit der Maus
  - Käse und der schöne Peter (Kinderfilm)
- 1974
  - Familie Zisch macht reinen Tisch (Fernsehserie)
  - Die Weihnachtsgans (Kinderfilm)
- 1975
  - Unser Mann aus Halifax (Musikfilm)
  - Freizeit-Joker (Jugendfilm)
  - Und raus bist du (Serie)
  - Wenn das zu Hause nicht besser wird, dreh’ ich durch (Spielfilm)
  - Detektivbüro Sorgenfrei (Spielfilm)
- 1976
  - Alkohol (Jugendfilm)
  - Nikotin (Jugendfilm)
  - Brigitte (Jugendfilm)
  - Muse (Jugendfilm)
  - Michael (Jugendfilm)
- 1977
  - Britta
  - Das weiße Pulver (Kinderfilm)
  - Detektive (Detektive)
  - Jakobus (Kinderfilm)
  - Ritzi (Kinderfilm)
  - Katharina (Kinderfilm)
- 1978
  - Jerusalem, Jerusalem (Fernsehfilm)
- 1979
  - Ruhestörung (Fernsehfilm)
  - Die Seiltänzer (Fernsehserie)
- 1980
  - Asa Branca (Dokumentation)
  - Asa Branca (Serie)
  - Tränende Herzen (Fernsehfilm)
  - Zwei oder Was sind das für Träume
  - Komm doch mit nach Monte Carlo
- 1982
  - Schnitzeljagd (Fernsehfilm)
  - Lass mich nicht allein (Industriefilm)
- 1983
  - Chamäleon
- 1984
  - Deutschland-Tournee (Fernsehfilm)
  - Neues von Britta (Fernsehfilm)
  - Fritz Golgowsky (Fernsehserie)
- 1985
  - Jimmy Allegretto (Musikfilm)
  - Neues von Britta
- 1986
  - Die Brücke am schwarzen Fluß (Fernsehfilm)
- 1988
  - Tam Tam oder Wohin die Reise geht (Fernsehfilm)
- 1990–1995
  - Sterne des Südens (Fernsehserie)
- 1996–1999
  - Tanja (Fernsehserie)
- 1999
  - 380° Afrika (Dokumentation)
- 2000–2001
  - Offroad.TV (Fernsehserie)
- 2002–2003
  - Katharina, go! (Fernsehfilm und Serie)
- 2003–2004
  - Helden der Kälte (Dokusoap)
- 2004–2005
  - Im Zeichen der Liebe (Spielfilm)
- 2007
  - LA (Fernsehfilm)
- 2007
  - Shanghai Baby (Kinofilm)
- 2007
  - Erdbeereis mit Liebe (Fernsehfilm)
- 2008
  - Griechische Küsse (Fernsehfilm)
- 2009
  - Lichtblau (Fernsehfilm)
- 2013
  - Die Männer der Emden